# Hirschhorn (Neckar)
Pour les articles homonymes, voir Hirschhorn.
Hirschhorn (Neckar) est une ville de Hesse (Allemagne), située dans l'arrondissement de la Bergstraße, dans le district de Darmstadt.